# 제해만
제해만(諸海萬, 1944년 11월 22일 ~ 1997년 7월 3일)은 대한민국의 시인이자 아동문학가이다. 단국대학교 국문과와 단국대학교대학원을 졸업하였다. 호는 남곡이고 필명은 후정과 일운을 사용했다.
1967년 《대구매일신보》 신춘문예에 동시 《꽃신》 입선으로 등단하여 이듬해인 1968년 《한국문학》에 동시가 당선되었으며, 1973년 《시조문학》에 《하늘 은유》 등을 추천받아 정식 문단에 이름을 알렸다.
또한 1976년 《시문학》에 《적(寂)》 《망우리에 와서》 등의 시를 발표하여 시 추천이 완료되었다. 초·중·고교 교사를 거쳐 단국대와 중앙대에서 잠시 강사로 활동하였다.
이후 한국현대시인협회 중앙위원, 한국아동문학가협회 상임이사 등을 역임하였다. 그동안 아동문학가로 활동하면서 수많은 시를 남겼는데 시인 제해만은 어린이들의 애송시 '어른들은 모르셔요'을 남기면서 1997년 53세의 생을 마감하고 숙환인 간경화증으로 1997년 7월 3일 오후 9시50분 지인들의 아쉬움 속에 세상을 떠났다.

## 학력
- 마산고등학교
- 단국대학교 국문과 학사
- 단국대학교대학원  「고월시연구」, 단국대석사논문(1980)

## 경력
- 1986년 단국대 문과대 국어국문학과 강사
- 1977년 ~ 1986년 서울 진선여중 교사
- 1974년 ~ 1976년 서울 성동상업학교 교사
- 1971년 ~ 1972년 경북 고령군 은수국교 교사
- 1967년  대구매일 신춘문예 당선 문단 데뷔
- 1965년 ~ 1967년 경북 월성군 천북국교 교사
- 시 《회상기(回想記)》(1977)
- 시 《세상만사》(1978)
- 시 《남해에 와서》(1986)
- 시 《우물 이야기》(1987)
- 시 《마른 강가에서》(1987)
- 시 《모네의 봄날》(1988)
- 시 《바람일기》(1988)
- 시 《우수전야(雨水前夜)》(1989)
- 시집 《도시의 서쪽》(1979)
- 시집 《꿈 같은 흐름》(1985)
- 동시집 《바람의 집》(1982)
- 평론 《고독과 죽음 의식(意識)》(1981)

## 수상
- 1997년  방정환문학상
- 1995년  소천아동문학상
- 1990년  단국문학상
- 1983년  대한민국문학상
- 1979년  현대아동문학상

## 기타
제해만의 어떤 작품들은 읽는 것만으로도 아이들의 장난기와 웃음소리가 선히 그려진다. 제해만의 ‘아기는’은 어른들이 보기엔 아무것도 아닌 일에 숨이 넘어가는 아기의 모습을 그려냈다. (‘도리도리/고개 흔들고//짝짜꿍/손뼉치고/깔깔 웃는다.//그게 뭐 그리/재미있을까/아기는.’)